# Temporada 1947-48 de los Chicago Stags
La Temporada 1947-48 fue la segunda de los Chicago Stags en la BAA. La temporada regular acabó con 28 victorias y 20 derrotas, ocupando el tercer puesto de la División Oeste, clasificándose para los playoffs en los que cayeron en las semifinales ante los Baltimore Bullets.

## Temporada regular
| # | División Oeste        | División Oeste | División Oeste | División Oeste | División Oeste |
| # | Equipo                | G              | P              | %              | PD             |
| - | --------------------- | -------------- | -------------- | -------------- | -------------- |
| 1 | x- St. Louis Bombers  | 29             | 19             | .604           | –              |
| 2 | x-Baltimore Bullets   | 28             | 20             | .583           | 1              |
| 3 | x-Chicago Stags       | 28             | 20             | .583           | 1              |
| 4 | x-Washington Capitols | 28             | 20             | .583           | 1              |

## Playoffs

### Desempate
| Fecha       | Partido                                        | Ciudad     |
| ----------- | ---------------------------------------------- | ---------- |
| 23 de marzo | Washington Capitols 70, Chicago Stags 74       | Chicago    |
| 25 de marzo | Baltimore Bullets 75, Washington Capitols 72   | Washington |
|             | Clasificados Chicago Stags y Baltimore Bullets |            |

### Cuartos de final
Chicago Stags - Boston Celtics
| Fecha       | Partido                             | Ciudad |
| ----------- | ----------------------------------- | ------ |
| 28 de marzo | Chicago Stags 79, Boston Celtics 72 | Boston |
| 31 de marzo | Chicago Stags 77, Boston Celtics 82 | Boston |
| 2 de abril  | Chicago Stags 81, Boston Celtics 74 | Boston |
|             | Chicago gana las series 2-1         |        |

### Semifinales
Baltimore Bullets - Chicago Stags
| Fecha      | Partido                                | Ciudad    |
| ---------- | -------------------------------------- | --------- |
| 7 de abril | Baltimore Bullets 73, Chicago Stags 67 | Chicago   |
| 8 de abril | Chicago Stags 72, Baltimore Bullets 89 | Baltimore |
|            | Baltimore gana las series 2-0          |           |

## Estadísticas
| Rk | Jugador          | Edad | P  | PT | MP | TC  | TCI  | %TC   | 3P | 3PI | %3P | TL  | TLI | %TL  | RO | RD | RT | AS  | RB | TAP | BP | FP  | PTS  |
| 1  | Max Zaslofsky    | 22   | 48 |    |    | 7.8 | 24.1 | .323  |    |     |     | 5.4 | 6.9 | .784 |    |    |    | 0.6 |    |     |    | 2.6 | 21.0 |
| 2  | Stan Miasek      | 23   | 48 |    |    | 5.5 | 18.1 | .303  |    |     |     | 4.0 | 6.5 | .613 |    |    |    | 0.6 |    |     |    | 4.0 | 14.9 |
| 3  | Andy Phillip     | 25   | 32 |    |    | 4.5 | 13.3 | .336  |    |     |     | 1.9 | 3.2 | .583 |    |    |    | 2.3 |    |     |    | 2.3 | 10.8 |
| 4  | Chuck Gilmur     | 25   | 48 |    |    | 3.8 | 12.4 | .303  |    |     |     | 2.0 | 3.1 | .655 |    |    |    | 1.6 |    |     |    | 4.8 | 9.6  |
| 5  | Gene Vance       | 24   | 48 |    |    | 3.4 | 12.9 | .264  |    |     |     | 1.6 | 2.6 | .603 |    |    |    | 1.0 |    |     |    | 4.0 | 8.4  |
| 6  | Jim Seminoff     | 25   | 48 |    |    | 2.4 | 7.9  | .297  |    |     |     | 1.5 | 2.2 | .695 |    |    |    | 1.9 |    |     |    | 2.2 | 6.2  |
| 7  | Chick Halbert    | 28   | 6  |    |    | 2.0 | 9.2  | .218  |    |     |     | 1.2 | 3.3 | .350 |    |    |    | 0.3 |    |     |    | 2.3 | 5.2  |
| 8  | Johnny Jorgensen | 26   | 1  |    |    | 2.0 | 2.0  | 1.000 |    |     |     | 0.0 | 0.0 |      |    |    |    | 0.0 |    |     |    | 1.0 | 4.0  |
| 9  | Paul Huston      | 22   | 46 |    |    | 1.1 | 4.7  | .237  |    |     |     | 1.3 | 1.9 | .697 |    |    |    | 0.6 |    |     |    | 1.8 | 3.6  |
| 10 | Mickey Rottner   | 28   | 44 |    |    | 1.2 | 4.2  | .288  |    |     |     | 0.3 | 0.8 | .324 |    |    |    | 1.0 |    |     |    | 1.1 | 2.7  |
| 11 | Jack Toomay      | 25   | 19 |    |    | 0.5 | 2.5  | .191  |    |     |     | 0.6 | 1.1 | .550 |    |    |    | 0.1 |    |     |    | 1.2 | 1.5  |
| 12 | Ben Schadler     | 23   | 37 |    |    | 0.6 | 3.1  | .198  |    |     |     | 0.3 | 0.4 | .769 |    |    |    | 0.2 |    |     |    | 1.1 | 1.5  |
| 13 | Gene Rock        | 26   | 11 |    |    | 0.4 | 1.6  | .222  |    |     |     | 0.2 | 0.4 | .500 |    |    |    | 0.0 |    |     |    | 0.7 | 0.9  |
| 14 | Kenny Sailors    | 26   | 1  |    |    | 0.0 | 3.0  | .000  |    |     |     | 0.0 | 0.0 |      |    |    |    | 0.0 |    |     |    | 1.0 | 0.0  |

## Galardones y récords
| Jugador       | Galardón                    |
| Max Zaslofsky | Mejor quinteto de la BAA    |
| Stan Miasek   | 2º Mejor quinteto de la BAA |